# Acasă Gold
Acasă Gold (stilizat acasă•gold; fost Pro Gold) este un canal de televiziune privat comercial de nișă din România.

## Istoric
A fost înființat la 15 aprilie 2012 și este deținut de Pro TV SRL, companie ce face parte din grupul american Central European Media Enterprises (CME). Acasă Gold transmite o gamă largă de seriale și emisiuni TV (reluări). Inițial, a fost un canal TV de care s-a adresat în special publicului feminin cu vârste cuprinse între 15 și 49 de ani difuzând telenovele clasice și emisiuni TV în reluare de la Acasă TV, însă s-a reprofilat la începutul anului 2015, devenind canal de seriale în general. Noua strategie a presupus mutarea mai multor seriale americane de pe canalul Pro Cinema pe canalul Pro Gold (în trecut Acasă Gold), cel dintâi devenind un post dedicat filmelor artistice. La momentul lansării, era al doilea canal TV dedicat publicului feminin din România, după Acasă TV. Vanessa Cernea este actualul director executiv al Acasă TV și Acasă Gold. La 20 septembrie 2012, când era inclus în grila Focus Sat, a înlocuit canalul TVR Cultural. De la 1 ianuarie 2017, Acasă Gold a redevenit canal TV pentru femei.
La data de 28 august 2017, canalul Acasă Gold a fost redenumit în Pro Gold, într-un proces de uniformizare a branding-ului posturilor TV din portofoliul MediaPro. Din 9 decembrie 2020 posturile Pro Gold și Pro Cinema au trecut la formatul HD. După ce pe 22 iulie 2021 canalul Pro 2 a devenit complet, un post dedicat serialelor de dramă (sud-americane, indiene și turcești) canalul Pro Gold este acum singurul post dedicat femeilor deținut de Grupul Pro.
Pe 17 martie 2022 a fost anunțat la Consiliul Național al Audiovizualului (CNA) că Pro Gold redevine Acasă Gold. Schimbarea a avut loc pe 18 aprilie 2022.

## Seriale TV
| An        | Titlu în română                    | Titlu original                     |
| --------- | ---------------------------------- | ---------------------------------- |
| 1992      | Antonella                          | Antonella                          |
| 1992      | Marielena                          | Marielena                          |
| 1996–1997 | Nimic personal                     | Nada personal                      |
| 1997      | Omul mării                         | Hombre de mar                      |
| 1993      | Celeste se întoarce                | Celeste siempre Celeste            |
| 1985      | Maria                              | María de nadie                     |
| 1989      | Misterioasa doamnă                 | La extraña dama                    |
| 1992      | Gina                               | Soy Gina                           |
| 1993–1994 | Guadalupe                          | Guadalupe                          |
| 1997–1998 | Din toată inima                    | De corazón                         |
| 1994      | Marimar                            | Marimar                            |
| 1995–1996 | Sărmana Maria                      | María, la del barrio               |
| 1995–1996 | Lanțurile iubirii                  | Lazos de amor                      |
| 1995–1996 | Sânge din sângele meu              | Sangue do Meu Sangue               |
| 1995–1996 | Floare de aur                      | Flor de oro                        |
| 1987–1997 | Familia Bundy                      | Married... with Children           |
| 1989–1998 | Seinfeld                           | Seinfeld                           |
| 2007      | Gossip Girl: Intrigi la New York   | Gossip Girl                        |
| 2009      | Diva cu greutate                   | Drop Dead Diva                     |
| 2010      | Micuțele mincinoase                | Pretty Little Liars                |
| 1994      | Pe cont propriu                    | Party of Five                      |
| 2003      | Ruleta destinului                  | One Tree Hill                      |
| 2005      | Fete cu lipici                     | Fete cu lipici                     |
| 2009      | Hawthorne                          | Hawthorne                          |
| 2011      | Franklin și Bash                   | Franklin & Bash                    |
| 2009      | Familia Heck                       | The Middle                         |
| 1993      | Dădaca                             | The Nanny                          |
| 2009      | O familie modernă                  | Modern Family                      |
| 2004      | Anturaj                            | Entourage                          |
| 2009      | Jurnalele vampirilor               | The Vampire Diaries                |
| 1997      | Nikita                             | La femme Nikita                    |
| 2005      | Aproape de adevăr                  | The Closer                         |
| 2010      | Eu sunt Cathy                      | The Big C                          |
| 2009      | L.A. în alertă                     | Southland                          |
| 2008      | Breaking Bad                       | Breaking Bad                       |
| 2011      | Fără rușine                        | Shameless                          |
| 2005      | Minți criminale                    | Criminal Minds                     |
| 2005      | Familia Argento                    | Casados con hijos                  |
| 2000      | Sheena, prințesa junglei           | Sheena                             |
| 2005      | Paza de coastă                     | Gente di mare                      |
| 2011      | Îngerii lui Charlie                | Charlie's Angels                   |
| 2010      | Jane și Maura: Detectivi în Boston | Rizzoli & Isles                    |
| 2012      | Legături invizibile                | Touch                              |
| 2007      | Teoria Big Bang                    | The Big Bang Theory                |
| 1997      | Ally McBeal                        | Ally McBeal                        |
| 1973      | Tânăr și neliniștit                | The Young and the Restless         |
| 2011      | Viața cu Jess                      | New Girl                           |
| 1996      | Micuțele doamne                    | Mujercitas                         |
| 1996      | Iubire sfântă                      | Amor sagrado                       |
| 1996      | Ultima vară                        | El último verano                   |
| 1996–1997 | Dragostea nu moare                 | Te sigo amando                     |
| 1996–1997 | Luz Clarita                        | Luz Clarita                        |
| 1996–1997 | 90-60-90 fotomodele                | 90 60 90 modelos                   |
| 1996–1997 | Războiul pasiunilor                | O Rei do Gado                      |
| 1997      | Uneori avem aripi                  | Alguna vez tendremos alas          |
| 1997–1998 | Milady                             | Milady, la historia continúa       |
| 1997–1998 | María Isabel                       | María Isabel                       |
| 1997–1998 | Iubire fără limite                 | Por Amor                           |
| 1998–1999 | Înger sălbatic                     | Muñeca brava                       |
| 1998      | Minciuna                           | La mentira                         |
| 1998      | Preciosa                           | Preciosa                           |
| 1998–1999 | Ángela                             | Ángela                             |
| 1998–1999 | Privilegiul iubirii                | El Privilegio De Amar              |
| 1998–1999 | Femeia vieții mele                 | La mujer de mi vida                |
| 1998      | Miracolul iubirii                  | Travesuras del corazón             |
| 1998–1999 | Amor de cățel                      | Perro amor                         |
| 1999      | Rosalinda                          | Rosalinda                          |
| 1999      | Renzo și Adriana                   | Amor gitano                        |
| 1999      | Pentru iubirea ta                  | Por tu amor                        |
| 1999–2000 | Trei femei                         | Tres mujeres                       |
| 1999      | Copilul adus de mare               | El niño que vino del mar           |
| 1999–2000 | Poveste de Crăciun                 | Cuento de Navidad                  |
| 1999–2001 | Betty cea urâtă                    | Yo soy Betty, la fea               |
| 1999      | Luisa Fernanda                     | Luisa Fernanda                     |
| 1999–2000 | Femei înșelate                     | Mujeres engañadas                  |
| 1999–2000 | Terra Nostra                       | Terra Nostra                       |
| 2000      | Ramona                             | Ramona                             |
| 2000      | Dragoste nebună                    | Locura de amor                     |
| 2000–2001 | Îngerașul                          | Carita de ángel                    |
| 2000–2001 | Seducție                           | Amantes de luna llena              |
| 2000      | Amor latino                        | Amor latino                        |
| 2000–2001 | Fiorella                           | Pobre Diabla                       |
| 2000–2001 | Prima dragoste                     | Primer amor, a mil por hora        |
| 1999–2000 | Mariú                              | Mariú                              |
| 2000–2001 | Rază de lumină                     | Rayito de luz                      |
| 2000      | Cucerirea                          | A Muralha                          |
| 2000–2001 | Legături de familie                | Laços de Família                   |
| 2001      | Dreptul la viață                   | El derecho de nacer                |
| 2001–2002 | Salomé                             | Salomé                             |
| 2001      | Intrusa                            | La intrusa                         |
| 2001–2002 | Vei fi a mea, Paloma               | Cuando seas mía                    |
| 2001      | Ecomoda                            | Ecomoda                            |
| 2001–2002 | Taina din adâncuri                 | El manantial                       |
| 2001      | María Belén                        | María Belén                        |
| 2001      | Iubire fără de păcat               | Sin pecado concebido               |
| 2001–2002 | Secretul iubirii                   | Secreto de amor                    |
| 2001–2002 | Clona                              | O Clone                            |
| 2001      | Singură și disponibilă             | Solterita y a la orden             |
| 2002      | Kachorra, micuța impostoare        | Kachorra                           |
| 2002      | Profu'                             | Franco Buenaventura, el profe      |
| 2002      | Între iubire și ură                | Entre el amor y el odio            |
| 1993–1994 | Inimă sălbatică                    | Corazón salvaje                    |
| 2002–2003 | Îngerașii                          | ¡Vivan los niños!                  |
| 2002–2003 | Perla, cărările iubirii            | Las vías del amor                  |
| 2002–2003 | Pisica sălbatică                   | Gata salvaje                       |
| 2002      | Juana                              | Juana la virgen                    |
| 2002      | Cealaltă femeie                    | La otra                            |
| 2002      | La bloc                            | La bloc                            |
| 2002–2003 | Răzbunarea                         | La venganza                        |
| 2002      | Micuța mea mamă                    | Mi pequeña mamá                    |
| 2003      | Totul despre Camila                | Todo sobre Camila                  |
| 2002–2003 | Valentina, grăsuța mea frumoasă    | Mi gorda bella                     |
| 2002      | Îndoiala                           | La duda                            |
| 1998–1999 | Luz María                          | Luz María                          |
| 2003      | Amor real                          | Amor real                          |
| 2003      | Hoțul de inimi                     | Ladrón de corazones                |
| 2003      | Amazoana                           | Niña amada mía                     |
| 2003–2004 | Iubire cu două fețe                | Amor descarado                     |
| 2003–2004 | Îngerul nopții                     | Mariana de la noche                |
| 2003      | Jurământul                         | Pasión de gavilanes                |
| 2003      | Șapte femei                        | A Casa das Sete Mulheres           |
| 2003–2004 | Ola tati                           | Olá Pai                            |
| 2003–2004 | Suflete pereche                    | Bajo la misma piel                 |
| 2004      | Să iubești din nou                 | Amar otra vez                      |
| 2003      | Femei îndrăgostite                 | Mulheres Apaixonadas               |
| 2003      | Căpșune cu zahăr                   | Morangos com Açúcar                |
| 2003–2004 | Înger rebel                        | Ángel rebelde                      |
| 2003–2004 | Luciana și Nicolas                 | Luciana y Nicolás                  |
| 2003–2004 | Ciocolată cu piper                 | Chocolate com Pimenta              |
| 2003–2004 | Celebritate                        | Celebridade                        |
| 2004      | Prizoniera                         | Prisionera                         |
| 2004      | Floricienta                        | Floricienta                        |
| 2004      | Numai iubirea                      | Numai iubirea                      |
| 2004–2005 | Pădurea blestemată                 | Mujer de madera                    |
| 2004      | Dorința                            | El deseo                           |
| 2004      | Extravaganta Anastasia             | Estrambótica Anastasia             |
| 2004–2005 | Gitanas                            | Gitanas                            |
| 2004      | Rubí                               | Rubí                               |
| 2004      | Iubirea mea, păcatul               | Amarte es mi pecado                |
| 2004–2005 | Te voi învăța să iubești           | Te voy a enseñar a querer          |
| 2004      | Jesus                              | Jesús, el heredero                 |
| 2004–2005 | Luna                               | Luna, la heredera                  |
| 2004      | Culoarea păcatului                 | Da Cor do Pecado                   |
| 2004–2005 | Anita                              | Anita, no te rajes                 |
| 2004–2005 | Pariul iubirii                     | Apuesta por un amor                |
| 2004–2005 | Inocență furată                    | Inocente de ti                     |
| 2004      | Amy, fetița cu ghiozdanul albastru | Amy, la niña de la mochila azul    |
| 2004–2005 | Stăpâna destinului                 | Senhora do Destino                 |
| 2005      | Iubire târzie                      | Piel de otoño                      |
| 2004–2006 | Rebelde                            | Rebelde                            |
| 2005      | Mama vitregă                       | La madrastra                       |
| 1998      | Uzurpatoarea                       | La usurpadora                      |
| 2005      | Micuțul Frijolito                  | Amarte así                         |
| 2005–2006 | Trupul dorit                       | El cuerpo del deseo                |
| 2005      | Lacrimi de iubire                  | Lacrimi de iubire                  |
| 2005      | Băieți buni                        | Băieți buni                        |
| 2005      | Păcatele Evei                      | Păcatele Evei                      |
| 2005      | Împotriva destinului               | Contra viento y marea              |
| 2005      | Bandiții                           | Los plateados                      |
| 2005–2006 | Cântec de iubire                   | Alborada                           |
| 2005–2006 | La Tormenta                        | La Tormenta                        |
| 2005–2006 | Peregrina                          | Peregrina                          |
| 2005–2007 | Visuri fără preț                   | Soñar no cuesta nada               |
| 2005–2006 | Bărbatul visurilor mele            | Amor a palos                       |
| 2005–2006 | Iubire de mamă                     | Corazón partido                    |
| 2005–2006 | Răzbunarea Victoriei               | Olvidarte jamás                    |
| 2005–2006 | Belíssima                          | Belíssima                          |
| 2006      | Tărâmul pasiunii                   | Tierra de pasiones                 |
| 2006–2007 | SOS, viața mea!                    | Sos mi vida                        |
| 2006–2007 | O lume a fiarelor                  | Mundo de fieras                    |
| 2006      | Suflete rănite                     | Heridas de amor                    |
| 2006      | Duelul pasiunilor                  | Duelo de pasiones                  |
| 2006–2007 | Iubiri                             | Amores de mercado                  |
| 2006      | Montecristo                        | Montecristo                        |
| 2006–2007 | Văduva Blanco                      | La viuda de Blanco                 |
| 2006–2007 | Cele două fețe ale Anei            | Las dos caras de Ana               |
| 2007      | Destine furate                     | Acorralada                         |
| 2006–2007 | Pagini de viață                    | Páginas da Vida                    |
| 2006–2007 | Marina                             | Marina                             |
| 2006–2007 | Pe tocurile Evei                   | En los tacones de Eva              |
| 2006      | Micuța domnișoară                  | Sinhá Moça                         |
| 2006      | Cuibul de vipere                   | Cobras & Lagartos                  |
| 2006      | Iubire ca în filme                 | Iubire ca în filme                 |
| 2006      | Daria, iubirea mea                 | Daria, iubirea mea                 |
| 2007      | Amazonia                           | Amazônia, de Galvez a Chico Mendes |
| 2007      | Zorro                              | El Zorro, la espada y la rosa      |
| 2007      | Tequila cu suflet de femeie        | Destilando amor                    |
| 2007      | Rățușca cea urâtă                  | Patito feo                         |
| 2007–2008 | Pasiune                            | Pasión                             |
| 2007      | RBD, familia                       | RBD, la familia                    |
| 2007      | Iubire fără machiaj                | Amor sin maquillaje                |
| 2007–2008 | Victoria                           | Victoria                           |
| 2007–2008 | Totul sau nimic                    | Nuevo rico, nuevo pobre            |
| 2007–2008 | Luna fermecată                     | Madre Luna                         |
| 2007–2008 | Onoare și noblețe                  | Pura sangre                        |
| 2007–2008 | Pe cuvânt de femeie                | Palabra de mujer                   |
| 2007–2008 | Umbrele trecutului                 | Pecados ajenos                     |
| 2007–2008 | Paradisul blestemat                | Tormenta en el paraíso             |
| 2007–2008 | Șapte păcate                       | Sete Pecados                       |
| 2007      | Războiul sexelor                   | Războiul sexelor                   |
| 2007      | Inimă de țigan                     | Inimă de țigan                     |
| 2008      | Trădarea                           | La traición                        |
| 2008–2009 | Iubire cu chip rebel               | Cuidado con el ángel               |
| 2008      | Toantele nu merg în Rai            | Las tontas no van al cielo         |
| 2008      | Amanda O                           | Amanda O                           |
| 2008      | Focul iubirii                      | Fuego en la sangre                 |
| 2008–2009 | Valeria                            | Valeria                            |
| 2008–2009 | Fără sâni nu există Paradis        | Sin senos no hay paraíso           |
| 2008–2009 | Doña Bárbara                       | Doña Bárbara                       |
| 2008–2009 | În numele iubirii                  | En nombre del amor                 |
| 2008–2009 | Împreună pentru totdeauna          | Mañana es para siempre             |
| 2008–2009 | Cealaltă față a Analiei            | El rostro de Analía                |
| 2008      | Legământul                         | El juramento                       |
| 2009      | India                              | Caminho das Índias                 |
| 2008      | Îngerașii                          | Îngerașii                          |
| 2008      | Regina                             | Regina                             |
| 2008      | Doctori de mame                    | Doctori de mame                    |
| 2009–2010 | Cameleonii                         | Camaleones                         |
| 2009      | Predestinați                       | Sortilegio                         |
| 1992–1993 | María Mercedes                     | María Mercedes                     |
| 2009–2010 | Niní                               | Niní                               |
| 2009–2010 | Săracii tineri bogați              | Niños ricos, pobres padres         |
| 2009–2010 | O mare de pasiune                  | Mar de amor                        |
| 2009      | Fructul oprit                      | Mi pecado                          |
| 1997      | Esmeralda                          | Esmeralda                          |
| 2002–2003 | Clase 406                          | Clase 406                          |
| 2009–2010 | Demon și înger                     | Más sabe el diablo                 |
| 2009      | Aniela                             | Aniela                             |
| 2009      | State de Romania                   | State de Romania                   |
| 2007      | Cu un pas înainte                  | Cu un pas înainte                  |
| 2008      | Vine poliția                       | Vine poliția                       |
| 2006-2007 | Meseriasii                         | Meseriasii                         |
| 2005-2006 | La servici                         | La servici                         |
| 2010      | Căutând-o pe Elisa                 | ¿Dónde está Elisa?                 |
| 2010      | Suflet rătăcit                     | Bella calamidades                  |
| 2007-2008 | Promisiunea                        | Yemin                              |
| 2010–2011 | Teresa                             | Teresa                             |
| 2011      | Moștenitorii                       | Los herederos del Monte            |
| 2008      | Impostoarea                        | Querida enemiga                    |
| 1992–1993 | Kassandra                          | Kassandra                          |
| 2010–2011 | Aurora                             | Aurora                             |
| 2009–2010 | Inimă sălbatică                    | Corazón salvaje                    |
| 2011      | Sub cerul în flăcări               | Cielo rojo                         |
| 2010–2011 | Triumful dragostei                 | Triunfo del amor                   |
| 2010      | Stăpâna                            | Soy tu dueña                       |
| 2010      | Jocul seducției                    | Perro amor                         |
| 2011      | Lola                               | Mi corazón insiste en Lola Volcán  |
| 2000–2001 | Îmbrățișări pătimașe               | Abrázame muy fuerte                |
| 2010–2011 | Eva Luna                           | Eva Luna                           |
| 2010      | Iubire blestemată                  | El fantasma de Elena               |
| 2010–2011 | Secrete din trecut                 | Cuando me enamoro                  |
| 2010      | Iubire și onoare                   | Iubire și onoare                   |
| 2010      | Moștenirea                         | Moștenirea                         |
| 2011–2012 | Suflet vândut                      | La que no podía amar               |
| 2011      | Forța destinului                   | La fuerza del destino              |
| 2012      | Legături riscante                  | Relaciones peligrosas              |
| 2011      | Emperatriz                         | Emperatriz                         |
| 2011      | Lara                               | Larin izbor                        |
| 2012      | Refugiul                           | Un refugio para el amor            |
| 2011      | Dragoste la indigo                 | Dos hogares                        |
| 2012      | Abisul pasiunii                    | Abismo de pasión                   |
| 2011      | Regina sudului                     | La reina del Sur                   |
| 2012      | Un colț de rai                     | Cachito de cielo                   |
| 2012      | Dragoste și luptă                  | Amor bravío                        |
| 2011–2012 | Patimile inimii                    | Corazón apasionado                 |
| 2012–2013 | Rosa Diamante                      | Rosa Diamante                      |
| 2012–2013 | Îți ordon să mă iubești!           | Porque el amor manda               |
| 2010      | Intrigi și seducție                | Yer Gök Așk                        |
| 2012–2013 | Que bonito amor                    | Qué bonito amor                    |
| 1999      | Dragostea învinge                  | Nunca te olvidaré                  |
| 2012–2013 | Iubiri vinovate                    | Amores verdaderos                  |
| 2013      | Maricruz                           | Corazón indomable                  |
| 2012–2013 | Suflet de gheață                   | La otra cara del alma              |
| 2013      | Diamantul nopții                   | La patrona                         |
| 2002      | Cântec de iarnă                    | Gyeoul yeon-ga                     |
| 2011      | Pariu cu viața                     | Pariu cu viața                     |
| 2013      | Viață de împrumut                  | Mentir para vivir                  |
| 2013–2014 | Santa diabla                       | Santa diabla                       |
| 2013      | Cununa de lacrimi                  | Corona de lágrimas                 |
| 2013      | Chemarea inimii                    | Dama y obrero                      |
| 2013–2014 | Pentru că te iubesc                | De que te quiero, te quiero        |
| 2013–2014 | Soț de închiriat                   | Marido en alquiler                 |
| 2013–2014 | Spune-mi că ești a mea             | Lo que la vida me robó             |
| 2011      | Casa de alături                    | La casa de al lado                 |
| 2014      | Culorile iubirii                   | El color de la pasión              |
| 2013      | Îngeri pierduți                    | Îngeri pierduți                    |
| 2014      | O nouă viață                       | O nouă viață                       |
| 2013      | Pasiune interzisă                  | Pasión prohibida                   |
| 2014      | Complicea                          | La impostora                       |
| 2014      | Regina inimilor                    | Reina de corazones                 |
| 2012      | Îngeri păzitori                    | Corazón valiente                   |
| 2014      | Las Bravo                          | Las Bravo                          |
| 2013      | Dragoste de viață                  | Amor à Vida                        |
| 2006      | Puterea destinului                 | Sıla                               |
| 2013      | Trandafirul negru                  | Karagül                            |
| 2000–2001 | Pețitoarea                         | Maria Rosa, buscame una esposa     |
| 2000      | Zdrențăroasa                       | Muñeca de trapo                    |
| 2000–2001 | Dragostea nu e așa cum pare        | El amor no es como lo pintan       |
| 1999-2000 | Îndrăgostită                       | Enamorada                          |
| 1999      | Pasiuni nemuritoare                | Cuando hay pasion                  |
| 1999-2000 | Floarea-soarelui pentru Lucia      | Girasoles para Lucia               |
| 1999      | Mari secrete, mari pasiuni         | Toda mujer                         |
| 2002      | Lecții de viață                    | Vivir Asi                          |
| 2000      | Vraja iubirii                      | Hechizo De Amor                    |
| 2005      | O iubire nebună                    | El amor las vuelve locas           |
| 2006      | Escroci de familie bună            | Complices                          |
| 2003-2004 | Fata grădinarului                  | La Hija Del Jardinero              |
| 2001      | Frenezia iubirii                   | Mas que amor, frenesi              |
| 2005      | E pentru ultima dată               | Ni una vez mas                     |
| 2005      | Echipa de urgență                  | Ordinace v růžové zahradě          |
| 2002      | Mireasa lui Iuda                   | La mujer de Judas                  |
| 2004-2005 | Dora, îngerul păzitor              | Dora, la celadora                  |
| 2001      | Războiul femeilor                  | Guerra de mujeres                  |
| 2005      | Criza de la 30 de ani              | Los Treinta                        |
| 2001-2002 | Viață ca în filme                  | Como En El Cine                    |
| 2007–2008 | Dragoste și ciocolată              | Dame Chocolate                     |
| 2008      | Echipa de urgență 2                | Ordinace v růžové zahradě 2        |
| 2007–2008 | LaLola                             | Lalola                             |
| 2007      | Femei fără prejudecăți             | Sin vergüenza                      |
| 1997      | Războiul sexelor                   | Hombres                            |
| 1995-1996 | Inimă de țigancă                   | Explode Coração                    |
| 1976-1977 | Sclava Isaura                      | Escrava Isaura                     |
| 2006-2008 | Muzica inimii                      | La Hija del Mariachi               |
| 2002      | Moștenirea                         | 1000 millones/Fortuna de amor      |
| 2011–2013 | Hotel Grand                        | Gran Hotel                         |
| 2009–2010 | Vreau să mă mărit                  | Ciega a citas                      |
| 2003      | Soția lui Lorenzo                  | La mujer de Lorenzo                |
| 2001      | Prietene și rivale                 | Amigas y rivales                   |
| 2012      | Talismanul                         | El Talisman                        |
| 1997-1998 | Ștrengărița                        | Mi pequeña traviesa                |
| 2000      | Revanșa                            | La revancha                        |
| 2016–2017 | La Doña                            | La Doña                            |
| 2016–2017 | Cum m-am îndrăgostit               | Enamorándome de Ramón              |
| 2016      | Vin iubiri neașteptate             | Vino el Amor                       |
| 2017-2018 | Mă declar vinovată                 | Me declaro culpable                |
| 2017      | Blestemul meu iubit                | Mi adorable maldición              |
| 2014–2015 | Fugara                             | Los miserables                     |
| 2014      | Suflet călător                     | En otra piel                       |
| 2014      | Singură pe lume                    | La gata                            |
| 2011      | Inimă de frate                     | Kuzey Güney                        |
| 2005      | Viață nedreaptă                    | Acı Hayat                          |
| 2014      | Ținutul răzbunării                 | Tierra de reyes                    |
| 2013      | Floarea din Caraibe                | Flor do Caribe                     |
| 2013      | Rosario                            | Rosario                            |
| 2013      | Iertare                            | Merhamet                           |
| 2014      | Vise de smarald                    | Corazón esmeralda                  |
| 2013–2014 | Sufletul meu pereche               | Saraswatichandra                   |
| 2013      | Îngeri și nobili                   | Bugünün Saraylısı                  |
| 2012      | Avenida Brasil                     | Avenida Brasil                     |
| 2015–2016 | Lupta rozelor                      | Güllerin Savașı                    |
| 2014–2015 | În umbra trecutului                | La sombra del pasado               |
| 2014–2015 | Până la capătul lumii              | Hasta el fin del mundo             |
| 2013–2014 | În așteptarea dragostei            | Tumhari Paakhi                     |
| 2013–2014 | Intrigi în paradis                 | Quiero amarte                      |
| 2016      | Iarna răzbunării                   | Kıș Güneși                         |
| 2015      | Vieți schimbate                    | Kara Ekmek                         |
| 2015      | Stadiul relației: complicat        | İlișki Durumu: Karıșık             |
| 2015      | Dragoste cu împrumut               | Așk Yeniden                        |
| 2014      | Totul pentru tine                  | Meri Aashiqui Tum Se Hi            |
| 2015      | Petale de singurătate              | Kırgın Çiçekler                    |
| 2017      | Într-o altă viață                  | Woh Apna Sa                        |
| 2016      | Camera 309                         | No 309                             |
| 2014      | Señora                             | Señora Acero                       |
| 2015–2016 | Pasiune și putere                  | Pasion y poder                     |
| 2015–2017 | Prețul dragostei                   | Kiralık Așk                        |
| 2016      | Amazoanele: Lupta pentru fericire  | Las amazonas                       |
| 2015–2016 | Cine-i cine?                       | ¿Quién es quién?                   |
| 2015–2016 | Parola: Te iubesc                  | İnadına Așk                        |
| 2016–2017 | Dimineți lângă tine                | Despertar contigo                  |
| 2015–2016 | Inimi rătăcite                     | Tashan-e-Ishq                      |
| 2016      | Secrete în familie                 | Babam ve Ailesi                    |
| 2016–2017 | Silvana                            | Silvana sin lana                   |
| 2016      | O singură privire                  | Bana Sevmeyi Anlat                 |
| 2016      | Vieți la răscruce                  | Kördüğüm                           |
| 2016–2017 | În numele fericirii                | Hayat Șarkısı                      |
| 2016      | Destinul Evei                      | Eva la trailera                    |
| 2013–2014 | E scris în stele                   | Do Dil Bandhe Ek Dori Se           |
| 2017      | Dulce-amărui                       | Dolunay                            |
| 2014-2015 | Dragoste de contrabandă            | Kara Para Așk                      |
| 2017-2018 | În ritmul vieții                   | Kalp Atiși                         |
| 2017-2018 | Răzbunare pe tocuri                | Ufak Tefek Cinayetler              |
| 2018      | Raze de lună                       | Hijas De La Luna                   |
| 2018      | Mama campionului                   | La Jefa Del Campeón                |
| 2018      | Umbre din trecut                   | Bepannah                           |
| 2017-2019 | Familia soțului meu                | Mi Marido Tiene Familia            |
| 2016      | Și fără sâni există Paradis        | Sin Senos Sí Hay Paraíso           |
| 2018      | Legea iubirii                      | Por Amar Sin Ley                   |
| 2018      | Mâine e o nouă zi                  | Y Manana Sera Otro Dia... Mejor    |
| 1995      | Maria Jose                         | Maria Jose                         |
| 1996      | Șoapte de iubire                   | Canción de amor                    |
| 1995      | Forța dragostei                    | Caminos cruzados                   |
| 1994      | Înrobită de iubire                 | Prisionera de amor                 |
| 1993      | Rosangelica                        | Rosangelica                        |
| 2017      | Inima nu cere voie                 | Caer En Tentación                  |
| 2017-2018 | Tată de-a gata                     | Papá A Toda Madre                  |
| 2017-2018 | Fără privirea ta                   | Sin Tu Mirada                      |